# Tigrispinty
A tigrispinty (Amandava amandava) a madarak osztályának verébalakúak (Passeriformes) rendjébe, ezen belül a díszpintyfélék (Estrildidae) családjába tartozó faj.

## Rendszerezés
Sorolták a Fringilla nembe Fringilla amandava néven.

## Előfordulása
Ázsia déli részén, Banglades, Kambodzsa, Kína, Egyiptom, India, Indonézia, Mianmar, Nepál, Pakisztán, Thaiföld és Vietnám területén honos.
Betelepítették Spanyolország déli részébe, Portugáliába, a Fülöp-szigetekre, Japánba, a Fidzsi-szigetekre, a Hawaii szigetekre, Réunionra, Egyiptomba és Puerto Ricóra is.
Sikertelenül próbálták meghonosítani az Andamán-szigeteken, Srí Lankán, Tahitin, Mauritiuson és a Comore-szigeteken.

## Alfajai
- Amandava amandava amandava – (Linné, 1758)
- Amandava amandava punicea – (Horsfield, 1821)
- Amandava amandava flavidiventris – (Wallace, 1863 v. 1864)

## Megjelenése
Testhossza 10 centiméter.
|  |  |  |

## Táplálkozása
Fő táplálékai köles, fénymag, muharmag, csíráztatott magvak, tojásos eleség, lisztkukac, hangyabáb és saláta.

## Szaporodása
Fészekalja 4-7 tojásból áll, melyen 11-14 napig kotlik.